# Myrmecopora (Xenusa) bernhaueri
Myrmecopora (Xenusa) bernhaueri is een keversoort uit de familie van de kortschildkevers (Staphylinidae). De wetenschappelijke naam van de soort is voor het eerst geldig gepubliceerd in 1936 door Koch.